# Jüz

Teritoriile aproximative ale celor trei hoarde kazahe la începutul secolului al XX-lea: cu roșu Juzul Senior, cu portocaliu Juzul Mijlociu și cu verde Juzul Junior.

Un Jüz (în kazahă Жүз, cu alfabet latin: Jüz, cu alfabetul arab: جۇز, pronunțat [ʑʏz], tradus și ca „hoardă”) este una dintre cele trei diviziuni teritoriale și tribale principale din zona Câmpiei Cumanilor, care acoperă o mare parte din Kazahstanul de astăzi și reprezintă principala diviziune tribală din cadrul grupului etnic al kazahilor.
Cea mai veche mențiune despre jüzurile sau hoardele kazahe datează din secolul al XVII-lea.
Unii cercetători au susținut că jüzurile la origine corespundeau alianțelor tribale, militare ale nomazilor de stepă, care au apărut pe la mijlocul secolului al XVI-lea, după dezintegrarea Hanatului Kazah.
Din punct de vedere istoric Jüzul Senior (în kazahă Ұлы жүз, cu alfabet latin: Ūly jüz, cu alfabetul arab: ۇلى ٴجۇز) a locuit în ținuturile nordice ale fostului Ulus Ceagatai al Imperiului Mongol, în bazinele râurilor Ili și Ciu, în sud-estul Kazahstanului de astăzi și a prefecturii autonome chineze Ili Kazah (nordul Xinjiang-ului). Se mai numea Üysin jüz.
Elita conducătoare a Kazahstanului, inclusiv fostul președinte Nursultan Nazarbaev, fostul Secretar general al Partidului Comunist din Kazahstan Dinmuhamed Konaev, precum și celebrul poet Djambul Djabaev sunt reprezentanți ai Juzului Senior.
Jüzul mijlociu (în kazahă Орта Жүз, cu alfabet latin: Orta Jüz, cu alfabetul arab: ورتا ٴجۇز, cunoscut și sub numele de Arğın Jüz [Арғын Жүз]), ocupă ținuturile estice ale fostei Hoarde de Aur, în centrul, nordul și estul Kazahstanului.
Jüzul junior sau cel mic (în kazahă Кіші Жүз, cu alfabet latin: Kışı Jüz, cu alfabetul arab: كىشى ٴجۇز, cunoscut și sub numele de Alșın Jüz) se găsește pe pământurile fostului Hanat Nogai din vestul Kazahstanului.